# モビルフォース ガンガル
モビルフォース ガンガルとは、1980年頃に東京マルイが発売していた、プラモデルのシリーズ。
1980年当時、いわゆる「ガンプラ」ブームが発生していた折に、東京マルイが過去に販売していた「超メカモデル」シリーズなどの箱絵を変えて発売したもの。縮尺は1/177と1/250の2種類があったが、実寸は明記されていない。

## モビルフォース
このシリーズのプラモデルは、「モビルフォース」という名称で、以下のものが商品化された。
ガンガル (1/250)
主役メカらしい人型ロボット。この機体以下すべてモビルフォースと肩書きされている。多目的戦闘型とされ、両手が5本指のマニピュレーターとなっている。箱絵では両手足、頭は白、胸、胴は青、腰が黄色、足底は赤、という配色であった。オリジナルの意匠としては胸に2連の黄色い砲口を持ち、背部に大型の赤いウィングを背負っている。黄色い六芒星マークのベルトをしている。もとは「超合人グレンダー」というキットだった。
強化新型ガンガル (1/177)
ガンガルの強化型。左手がドリルになっている。「マルイミニロボット戦団シリーズ ミニバードラーG」としても発売されていた。鳥のような顔パーツも同梱されており、ヘッドチェンジが可能。この「もう1つの顔」は、箱絵の背景に描かれている。
量産型ズク (1/250)
箱絵では緑色を基調とした、両目のある人型メカ。左手がドリルになっている。肩口に2本の棒状の装備がある。もとは「UFOファイター」というキットだった。
強化改良型ズク (1/177)
箱絵では赤を基調とした改良型ズク。腹にあった六芒星のモールドは無くなり、胸の装甲が厚くなっている。手足にフィンが追加され、左手はペンチ状のアームになっている。「マルイミニロボット戦団シリーズ ミニジャガーランダー」としても発売されていた。強化新型ガンガル同様、ヘッドチェンジが可能。箱絵の背景に、「もう1つの顔」のイラストが書かれている。
旧型ゲルグ (1/250)
シリーズには旧型ではないゲルグは存在していない。くちばし状の口に2本角の顔。箱絵では両手が5本指のマニピュレーターとなっており、赤を基調としている人型メカ。背中に大型ウィング、脚部に補助翼を備える。もとは「チェンジメカ ジェットイーグル」というキット。足に羽が収納できる。
ジドム (1/250)
地上戦闘用とされている恐竜型メカ。箱絵ではパープルと黒で塗りわけされ、腰部のアーマーはオーバーフェンダーのように膨らんでいる。尻尾を持ち、一本角の頭部には牙の生えた口まである。両手は5本指のマニピュレーター。もとは「超ロボ獣ガイラ」というキット。
アッカム (1/250)
青を基調としたイヌ型四足歩行メカ。戦闘用とされておりこちらも牙の生えた口を持つ。箱絵では足に爪は無く、首の周囲の黒い装甲部に黄色い覗き窓のような意匠が2つ見える。元は「超メカ パンサーラ」。
ザイック (1/250)
同じく地上戦闘用の四足歩行サイ型メカ。鼻先に2本の角を持つ。箱絵では中間色で塗り分けられており、胸部がピンク、腰と下腕部、脛部がメタリックグリーン、上腕、腿部、下あごが青という配色。元は「超メカ獣 サイガロン」。

## ガンガルが登場する作品
こちら葛飾区亀有公園前派出所
106巻「超合金レア物選手権!!の巻」。本物より有名なパチものとして紹介。
ケロロ軍曹
アニメ版では「ダンガル」になっている。その派生として「乙（ゼータ）ダンガル」や「ZZ（ダブルゼータ）ダンガル」といった商品も登場した。
げんしけん
原作ではサンライズの許諾を取ってガンプラを登場させていたが、アニメ版では許諾を取れなかったため、ガンガルになっている。アニメ版の世界においてはあくまでガンダムに相当する作品であり、ザク→ザコ、ジム→ジミなど、モビルスーツ名は違ったものとなっている。
猿ロック
主人公の所属する渋西チェリーボーイズの田宮が常備している。田宮の部屋にはズクなども置かれている。
アウトブレイク・カンパニー

コミックボンボン
2007年12月号に掲載されたあおきけいの4コマ漫画に、ガンガルが登場。名前もガンガルと明記されており、本物のガンダムとV2ガンダムに「お前はガンダムじゃないだろ!」と叩きのめされていた。
機動戦士ガンダムさん
単行本第5巻にて、ガンガルが「ニセガンダム」として登場するほか、強化改良型ズクも登場しており、名前も明記されている。
干物妹!うまるちゃん
第65話にて、昔ながらの駄菓子屋にならぶ商品として、主人公うまるの友人であるシルフィンが発見する。背景には「ズク」「ジドム」「ザイック」なども陳列されている。

## 派生作品
- MOSAIC.WAVのメンバーらが別名義で「モビルフォースガンガル」と名付けられた楽曲を発表している。
- 同人サークルの目玉ソフトから「モビルフォースガンガル」を題材とした同人ゲームが作られている。